# VII Cos d'Exèrcit (Bàndol republicà)
El VII Cos d'Exèrcit va ser una formació militar pertanyent a l'Exèrcit Popular de la República que va lluitar durant la Guerra Civil Espanyola. Durant tota la contesa va estar desplegat en el secundari front d'Extremadura.

## Historial
Va ser creat el 5 de maig de 1937, a partir de l'antiga «Agrupació autònoma d'Extremadura»; la formació tenia la seva caserna general a Cabeza del Buey. El VII Cos, que va quedar compost per les divisions 36a, 37a i 38a, cobria el front comprès entre els rius Zújar i Algodor. Per al 14 de juliol de 1937 es va poder donar per completada la formació del VII Cos d'Exèrcit.
En la tardor de 1937 la formació va passar a dependre de l'acabat de crear Exèrcit d'Extremadura.
El juliol del 1938 el VII Cos va prendre part en els combats de la bossa de Mèrida, sofrint nombroses baixes i un considerable crebant. Tot això va motivar que la unitat fos sotmesa a una profunda reestructuració —va quedar format per les divisions 37a, 41a i 68a— i hi hagués un canvi de comandaments. També va cedir algunes unitats al reestructurat VI Cos d'Exèrcit. A l'agost, durant la posterior contraofensiva republicana, la formació va mantenir una posició defensiva.

## Comandaments
Comandants
- coronel d'infanteria Arturo Mena Roig[6] (des de maig de 1937);
- coronel d'infanteria Gregorio Verdú Verdú (des del 18 d'agost de 1937);
- tinent coronel d'infanteria Fernando Cueto Herrero;[n. 1]
- tinent coronel d'infanteria José Ruiz Farrona (accidental);[3]
- tinent coronel d'infanteria Antonio Bertomeu Bisquert (des d'octubre de 1937);[9]
- tinent coronel d'infanteria Antonio Rúbert de la Iglesia[10] (des de març de 1938);
- tinent coronel d'infanteria Manuel Márquez Sánchez de Movellán (des de juliol de 1938);
- comandant d'infanteria Francisco Gómez Palacios (accidental);[11]
- tinent coronel d'infanteria Martín Calvo Calvo (des d'agost de 1938);

Comissaris
- Peregrín Guerra Chuliá, del PSOE;[12]
- José Laín Entralgo (des del 15 agost de 1938);[11]
- Benigno Cardeñoso Negretti[13] (des del 23 d'octubre de 1938);

Cap d'Estat Major
- comandant d'infanteria Ángel Lamas Arroyo;[14]
- tinent coronel d'infanteria José Bertomeu Bisquert;[11]
- major de milícies Agustín Barrios del Castillo;

## Ordre de batalla
| Data               | Exèrcit adscrit       | Divisions integrades | Front de batalla |
| Juny de 1937       | —                     | 36a, 37a i 38a       | Extremadura      |
| Desembre de 1937   | Exèrcit d'Extremadura | 36a i 37a            | Extremadura      |
| Abril de 1938      | Exèrcit d'Extremadura | 36a, 37a i 29a       | Extremadura      |
| 15 d'agost de 1938 | Exèrcit d'Extremadura | 37a, 41a i 68a       | Extremadura      |
| Novembre de 1938   | Exèrcit d'Extremadura | 37a, 41a i 51a       | Extremadura      |